# 木流川
木流川（きながしがわ）は、富山県下新川郡朝日町を流れる二級河川。

## 特徴
主に黒部川扇状地及び富山平野の最東端を流れる。
下流部は朝日町の中心地である、泊町の町中を流れている。泊町の市街地は1656年までは笹川河口沿いにあったが、相次ぐ高波の災害により、木流川の西岸のやや内陸部の位置に泊町が移転した。

## 地理
水源は丘陵上にあり、かつ廃村の池ノ原集落にある。丘陵を急勾配で下った後、黒部川扇状地との合流点で大きく向きを変え、そのまま黒部川扇状地の東端をなぞるようにほぼ直線で日本海に流れる。下流部では泊町市街地を通る。